# Cyklopentan
Cyklopentan tillhör den cykliska alkanserien. Den är stabilare än till exempel cyklobutan eller cyklopropan. Detta beror på att den har större vinkel mellan sina kol.
Om kolatomerna i cyklopentan skulle befinna sig i samma plan skulle bindningsvinkeln mellan dem bli mycket nära den optimala för tetraedriska kol. Dock hamnar väteatomerna nära varandra vid denna konformation, vilket är ofördelaktigt ur energisynpunkt. De mest gynnsamma konformationerna hos cyklopentan är kuvertkonformationen, där fyra av kolatomerna ligger i samma plan, och den femte är ovanför planet, samt halvstolskonformationen, där tre av kolatomerna ligger i samma plan, den fjärde ovanför planet, och den femte under det. Det sker ett ständigt och snabbt byte mellan dessa konformationer.